# إيست سان غابرييل (كاليفورنيا)
إيست سان غابرييل (بالإنجليزية: East San Gabriel CDP, California)‏ هي منطقة سكنية تقع بولاية كاليفورنيا في الولايات المتحدة. تبلغ مساحتها 4.079 كم2، وترتفع عن سطح البحر 115 م، بلغ عدد سكانها 14,874 نسمة في عام 2010 حسب إحصاء مكتب تعداد الولايات المتحدة وتصل الكثافة السكانية فيها 3,646.5 نسمة لكل كيلومتر مربع (9,444.4/ميل2).

## التركيبة السكانية
حدّد مكتب تعداد الولايات المتحدة بيانات التركيبة السكانية لإيست سان غابرييل في تعداد الولايات المتحدة. في ما يلي، التركيبة السكانية حسب تعدادي 2000 و2010.

### تعداد عام 2000
بلغ عدد سكان إيست سان غابرييل 14,512 نسمة بحسب تعداد عام 2000، وبلغ عدد الأسر 5,201 أسرة وعدد العائلات 3,706 عائلة مقيمة في المنطقة السكنية. في حين سجلت الكثافة السكانية 3,557.7 نسمة لكل كيلومتر مربع (9,214.4/ميل2). وبلغ عدد الوحدات السكنية 5,391 وحدة بمتوسط كثافة قدره 1,321.6 لكل كيلومتر مربع (3,422.9/ميل2).
وتوزع التركيب العرقي للمنطقة السكنية بنسبة 42.55% من البيض و1.85% من الأمريكيين الأفارقة و0.63% من الأمريكيين الأصليين و40.47% من الأمريكيين ذوي الأصول الآسيوية و0.09% من سكان جزر المحيط الهادئ و10.12% من الأعراق الأخرى و4.28% من عرقين مختلطين أو أكثر و23.52% من الهسبانيون أو اللاتينيون من أي عرق.
بلغ عدد الأسر 5,201 أسرة كانت نسبة 37.3% منها لديها أطفال تحت سن الثامنة عشر تعيش معهم، وبلغت نسبة الأزواج القاطنين مع بعضهم البعض 53.4% من أصل المجموع الكلي للأسر، ونسبة 12.1% من الأسر كان لديها معيلات من الإناث دون وجود شريك، بينما كانت نسبة 5.8% من الأسر لديها معيلون من الذكور دون وجود شريكة وكانت نسبة 28.7% من غير العائلات. تألفت نسبة 22.7% من أصل جميع الأسر من عدة أفراد يعيشون في نفس المنزل ونسبة 7.1% كانت تتألف من شخص يعيش بمفرده يبلغ من العمر 65 عاماً أو أكثر. وبلغ متوسط حجم الأسرة المعيشية 2.79، أما متوسط حجم العائلات فبلغ 3.28.
بلغ العمر الوسطي للسكان 36.4 عاماً. وكانت نسبة 23.7% من القاطنين تحت سن الثامنة عشر، وكانت نسبة 8.8% بين الثامنة عشر والرابعة والعشرين عاماً، ونسبة 32% كانت واقعةً في الفئة العمرية ما بين الخامسة والعشرين والرابعة والأربعين عاماً، ونسبة 23.4% كانت ما بين الخامسة والأربعين والرابعة والستين، ونسبة 12.1% كانت ضمن فئة الخامسة والستين عاماً فما فوق. يوجد لكل 100 أنثى 94.7 ذكر، ويوجد لكل 100 أنثى في الثامنة عشر من عمرها فما فوق 92.4 ذكر.
بلغ متوسط دخل الأسرة في المنطقة السكنية 49,853 دولارًا، أما متوسط دخل العائلة فبلغ 49,554 دولارًا. وكان متوسط دخل الذكور 35,368 دولارًا مقابل 27,125 دولارًا للإناث. وسجل دخل الفرد الخاص بالمنطقة السكنية 18,779 دولارًا. وكانت نسبة 7.4% من العائلات ونسبة 9.1% من السكان تحت خط الفقر، وكان من هؤلاء نسبة 17.2% تحت سن الثامنة عشر ونسبة 6.7% في الخامسة والستين من العمر وما فوق.

### تعداد عام 2010
بلغ عدد سكان إيست سان غابرييل 14,874 نسمة بحسب تعداد عام 2010، وبلغ عدد الأسر 5,134 أسرة وعدد العائلات 3,834 عائلة مقيمة في المنطقة السكنية. في حين سجلت الكثافة السكانية 3,646.5 نسمة لكل كيلومتر مربع (9,444.4/ميل2). وبلغ عدد الوحدات السكنية 5,365 وحدة بمتوسط كثافة قدره 1,315.3 لكل كيلومتر مربع (3,406.6/ميل2).
وتوزع التركيب العرقي للمنطقة السكنية بنسبة 33.86% من البيض و1.63% من الأمريكيين الأفارقة و0.39% من الأمريكيين الأصليين و49.89% من الأمريكيين ذوي الأصول الآسيوية و0.02% من سكان جزر المحيط الهادئ و10.77% من الأعراق الأخرى و3.43% من عرقين مختلطين أو أكثر و24.88% من الهسبانيون أو اللاتينيون من أي عرق.
بلغ عدد الأسر 5,134 أسرة كانت نسبة 36.7% منها لديها أطفال تحت سن الثامنة عشر تعيش معهم، وبلغت نسبة الأزواج القاطنين مع بعضهم البعض 55.9% من أصل المجموع الكلي للأسر، ونسبة 12.7% من الأسر كان لديها معيلات من الإناث دون وجود شريك، بينما كانت نسبة 6.1% من الأسر لديها معيلون من الذكور دون وجود شريكة وكانت نسبة 25.3% من غير العائلات. تألفت نسبة 20.7% من أصل جميع الأسر من عدة أفراد يعيشون في نفس المنزل ونسبة 7.5% كانت تتألف من شخص يعيش بمفرده يبلغ من العمر 65 عاماً أو أكثر. وبلغ متوسط حجم الأسرة المعيشية 2.90، أما متوسط حجم العائلات فبلغ 3.35.
بلغ العمر الوسطي للسكان 40.2 عاماً. وكانت نسبة 21.9% من القاطنين تحت سن الثامنة عشر، وكانت نسبة 7.8% بين الثامنة عشر والرابعة والعشرين عاماً، ونسبة 27.8% كانت واقعةً في الفئة العمرية ما بين الخامسة والعشرين والرابعة والأربعين عاماً، ونسبة 28.9% كانت ما بين الخامسة والأربعين والرابعة والستين، ونسبة 13.6% كانت ضمن فئة الخامسة والستين عاماً فما فوق. وتوزع التركيب الجنسي للسكان بنسبة 48.4% ذكور و51.6% إناث.